# Notosciobia rouxi
Notosciobia rouxi är en insektsart som beskrevs av Lucien Chopard 1915. Notosciobia rouxi ingår i släktet Notosciobia och familjen syrsor. Inga underarter finns listade i Catalogue of Life.